# Mô hình định giá tài sản vốn
Trong tài chính, mô hình định giá tài sản vốn (CAPM) được sử dụng để xác định tỷ suất sinh lợi yêu cầu của một tài sản khi tài sản đó được thêm vào một danh mục đã được đa dạng hóa tốt, với rủi ro không thể đa dạng hóa của tài sản đó được cho trước. Mô hình này đo lường độ nhạy cảm của tài sản với rủi ro không thể đa dạng hóa (cũng được gọi là rủi ro hệ thống hay rủi ro thị trường) mà thường được đại diện bởi hệ số beta (β) trong ngành tài chính, cũng như với lợi tức kỳ vọng của thị trường và lợi tức kỳ vọng của một tài sản lý thuyết phi rủi ro.
Mô hình CAPM được giới thiệu một cách độc lập bởi Jack Treynor (1961, 1962), William F. Sharpe (1964), John Lintner (1964a,b) và Jan Mossin (1966), được xây dựng trên nền tảng nghiên cứu trước đó của Harry Markowitz về lý thuyết đa dạng hóa và danh mục đầu tư hiện đại. Fisher Black (1972) phát triển một phiên bản khác của CAPM, được gọi là Black CAPM hay zero-beta CAPM, không bao gồm giả định về sự tồn tại của tài sản không rủi ro. Mô hình này phù hợp hơn trong việc kiểm tra thực nghiệm và giúp mô hình CAPM được chấp nhận rộng rãi hơn.

## Công thức
Mô hình CAPM truyền thống được thể hiện bằng phương trình sau:
{\displaystyle E(R_{i})=R_{f}+\beta _{i}(E(R_{m})-R_{f})\,}
trong đó:
- {\displaystyle E(R_{i})~~} là lợi suất kỳ vọng trên tài sản vốn i
- {\displaystyle R_{f}~} là lãi suất phi rủi ro
- {\displaystyle \beta _{i}~~} là độ nhạy cảm của kỳ vọng lợi suất tài sản vượt trội đối với kỳ vọng lợi suất thị trường vượt trội
- {\displaystyle E(R_{m})~} là kỳ vọng lợi suất thị trường
- {\displaystyle E(R_{m})-R_{f}~} là phần bù thị trường (chênh lệch giữa kỳ vọng lợi suất thị trường và lãi suất phi rủi ro)
- {\displaystyle E(R_{i})-R_{f}~} là phần bù rủi ro

## Các giả định
1. Các nhà đầu tư nhằm mục tiêu tối đa hóa hữu dụng kinh tế với số lượng tài sản được cho trước và cố định.
2. Các nhà đầu tư là hợp lý và e ngại rủi ro.
3. Số lượng các nhà đầu tư đủ lớn.
4. Nhà đầu tư là người nhận giá, tức là không thể tác động lên giá cả.
5. Nhà đầu tư có thể cho vay và vay không giới hạn với lãi suất phi rủi ro.
6. Không có chi phí giao dịch và thuế.
7. Tất cả các tài sản có thể được chia nhỏ và có tính thanh khoản hoàn hảo.
8. Các nhà đầu tư có kỳ vọng thuần nhất.
9. Tất cả các thông tin sẵn có đồng thời cho tất cả các nhà đầu tư.

## Danh mục tham khảo
- Lintner, John (1965a). The valuation of risk assets and the selection of risky investments in stock portfolios and capital budgets, Review of Economics and Statistics, 47 (1), 13–37.
- Lintner, John (1965b). Security Prices, Risk and Maximal Gains from Diversification, Journal of Finance, 20 (4), 587–615.
- Mossin, Jan (1966). Equilibrium in a Capital Asset Market, Econometrica, 34 (4), 768–783.
- Sharpe, William F. (1964). Capital asset prices: A theory of market equilibrium under conditions of risk, Journal of Finance, 19 (3), 425–442.
- Treynor, Jack L. (1961). Market Value, Time, and Risk. Unpublished manuscript.
- Treynor, Jack L. (1962). Toward a Theory of Market Value of Risky Assets. Unpublished manuscript. A final version was published in 1999, in Asset Pricing and Portfolio Performance: Models, Strategy and Performance Metrics. Robert A. Korajczyk (editor) London: Risk Books, pp. 15–22